# Potomotyphlus kaupii
Potomotyphlus kaupii är en groddjursart som först beskrevs av Berthold 1859.  Potomotyphlus kaupii ingår i släktet Potomotyphlus och familjen Caeciliidae. IUCN kategoriserar arten globalt som livskraftig. Inga underarter finns listade i Catalogue of Life.